# Phrodita
Phrodita là một chi bướm đêm thuộc họ Erebidae.